# Alfred Riedl
Alfred Riedl (2. listopadu 1949, Vídeň, Rakousko – 8. září 2020, Vídeň) byl rakouský fotbalový kouč a útočník.
Dříve hrál za FK Austria Wien a ve 22 letech opustil Rakousko a hrál za belgický klub Sint-Truiden. Po 8 sezónách v Lize Jupiler (2 s Sint-Truiden, 2 s Royal Antwerp FC a 4 se Standard Liège), Riedl byl i po krátkou dobu v FC Metz ve Francii. Do Rakouska se vrátil po sezóně, ve které hrál za Grazer AK, Wiener Sport-Club a VfB Admira Wacker Mödling.

## Ocenění

### Klubová
- Rakouská Bundesliga – 1969, 1970
- Rakouský pohár – 1971, 1981

### Individuální
- Rakouský šampionát nejlepšího střelce – 1972
- Nejlepší střelec ligy Jupiler – 1973, 1975